# Britt Ekland
Britt-Marie Ekland (født 6. oktober 1942 i Stockholm i Sverige) er en svensk skuespiller.

## Karriere
Hun er bedst kendt for sin rolle som Bond-pigen Mary Goodnight i James Bond-filmen The Man with the Golden Gun (1974).
Andre film er The Night they raided Minsky's, Baxter, The Double Man, Get Carter og kultfilmen The Wicker Man (1973), hvor hendes stemme var eftersynkroniseret for at skjule hendes engelsk med svensk accent.

## Personlige liv
Hun blev internationalt kendt i forbindelse med ægteskabet med Peter Sellers i 1964. De havde en datter, Victoria, født i januar 1965. De har lavet to film sammen før de blev skilt i 1968. Ekland har også en søn Nikolaj, født i 1973, fra et andet forhold.
Hun har haft et nært forhold til sangeren Rod Stewart.
Ekland taler flydende svensk, engelsk, fransk og tysk.